# Het verloren paradijs
Het verloren paradijs (Le Paradis Perdu) is een Vlaamse film uit 1978. De film is geregisseerd door Harry Kümel, met als hoofdrolspelers: Willeke van Ammelrooy, Hugo Van Den Berghe en Bert André.